# Danh sách thống đốc Jakarta
Danh sách các thống đốc của Jakarta.
| #   | Tên  | Tên                    | Năm nhậm chức | Năm thôi chức | Thông tin    | Phó thống đốc                                                                 |
| --- | ---- | ---------------------- | ------------- | ------------- | ------------ | ----------------------------------------------------------------------------- |
| 1   |      | Suwiryo                | 1945          | 1947          |              |                                                                               |
| 2   |      | Daan Jahja             | 1948          | 1950          |              |                                                                               |
| (1) |      | Suwiryo                | 1950          | 1951          |              |                                                                               |
| 3   |      | Syamsurizal            | 1951          | 1953          |              |                                                                               |
| 4   |      | Sudiro                 | 1953          | 1960          |              |                                                                               |
| 5   |      | Sumarno                | 1960          | 1964          |              | - Henk Ngantung                                                               |
| 6   |      | Henk Ngantung          | 1964          | 1965          |              | - Soewondo - Satoto Hoepoedio                                                 |
| (5) |      | Sumarno                | 1965          | 1966          |              | - Soewondo - Satoto Hoepoedio                                                 |
| 7   |      | Ali Sadikin            | 1966          | 1977          |              | - RHA Wiriadinata - Urip Widodo - Prajogo - Sapi’ie                           |
| 8   |      | Tjokropranolo          | 1977          | 1982          |              | - Sardjono Soeprapto - Haki Chourmain - Piek Mulyadi Adikusumo - Asnawi Manaf |
| 9   |      | Suprapto               | 1982          | 1987          |              | - Eddie Marzuki Nalapraya - Bunyamin Ramto                                    |
| 10  |      | Wiyogo Atmodarminto    | 1987          | 1992          |              | - Basofi Sudirman - Herbowo                                                   |
| 11  |      | Surjadi Sudirdja       | 1992          | 1997          |              | - M. Idroes - Tubagus Muhammad Rais - RS Museno                               |
| 12  |      | Sutiyoso               | 1997          | 2002          |              | - Abdul Kahfi - Boedihardjo Soekmadi - Djailani - Fauzi Alvi                  |
| 12  | 2002 | Sutiyoso               | 2007          |               | - Fauzi Bowo |                                                                               |
| 13  |      | Fauzi Bowo             | 2007          | 2012          |              | - Prijanto                                                                    |
| 14  |      | Joko Widodo            | 2012          | 2014          |              | - Basuki Tjahaja Purnama                                                      |
| 15  |      | Basuki Tjahaja Purnama | 2014          | 2017          |              | - Djarot Saiful Hidayat                                                       |
| 16  |      | Djarot Saiful Hidayat  | 2017          | 2017          |              |                                                                               |
| 17  |      | Anies Baswedan         | 2017          | 2022          |              | - Sandiaga Uno (2017—18)                                                      |